# Jorge Norberto Mario
Jorge Norberto Mario Campi (nacido 7 de octubre de 1941) es un odontólogo retirado, escritor, periodista cinematográfico y cineasta aficionado en formato super 8. Fue protagonista en 2011 del documental Amateur de Néstor Frenkel, el cual retrata su obra como realizador de películas caseras en dicho formato.

## Biografía
Nacido en Concordia, Entre Ríos, Jorge Mario fue un aficionado del cine desde joven; pudiendo presenciar de cerca la producción de la película estadounidense El camino del Gaucho (conocida como Martin el Gaucho en España), la cual estaba filmando unas escenas cerca de Concordia en diciembre de 1951. La filmación atrajo a varios curiosos, entre ellos vecinos y amigos de Jorge. El propio Mario ha dicho que este evento lo llevó a convertirse en un apasionado cinéfilo.
Realizó sus estudios primarios en las escuelas Mitre y Almafuerte; mientras que los secundarios los cursó en la Escuela de Comercio Gerardo Victorin, recibiéndose de perito mercantil en 1959. Hizo servicio militar en 1963, sirviendo en el Comando de la 2.ª. División de Caballería y participando en los ejercicios del Regimiento 6 de Caballería; ambas unidades en Concordia.

## Super 8 y cine casero
Estudió odontología en la Facultad de Odontología de Rosario, recibiéndose en 1967. En 1970, poco antes de su casamiento, un amigo se ofreció a filmar la boda con una cámara super 8 a cambio de comprar dicha cámara. El accedió, se casó el 17 de enero con Ofelia Graziano, y luego utilizó la cámara para filmar su viaje de bodas. Después vio las filmaciones que había realizado, llenas de errores, y pasó a corregirlas, dándose cuenta de que habían cambiado totalmente. Esto iniciaría un viaje de cine amateur, autodidáctico e ingenioso.

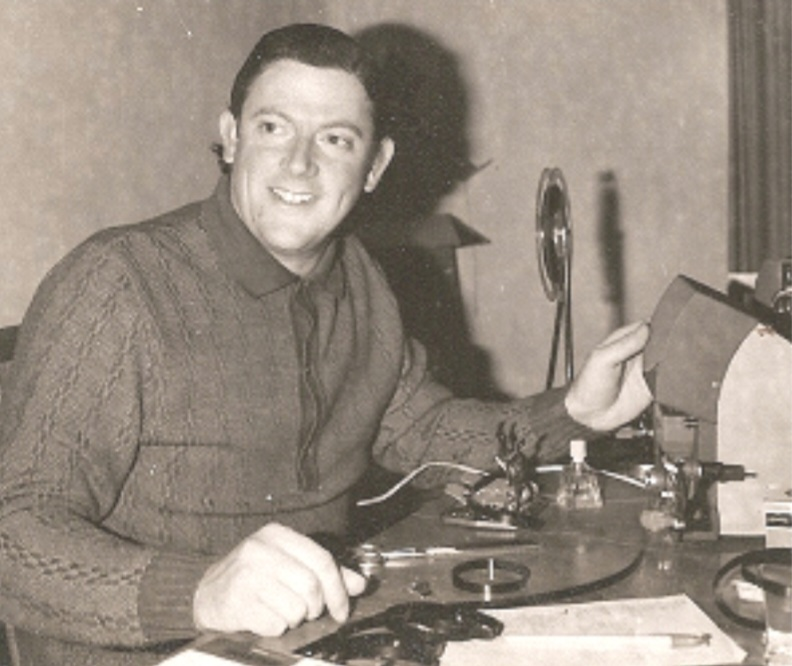

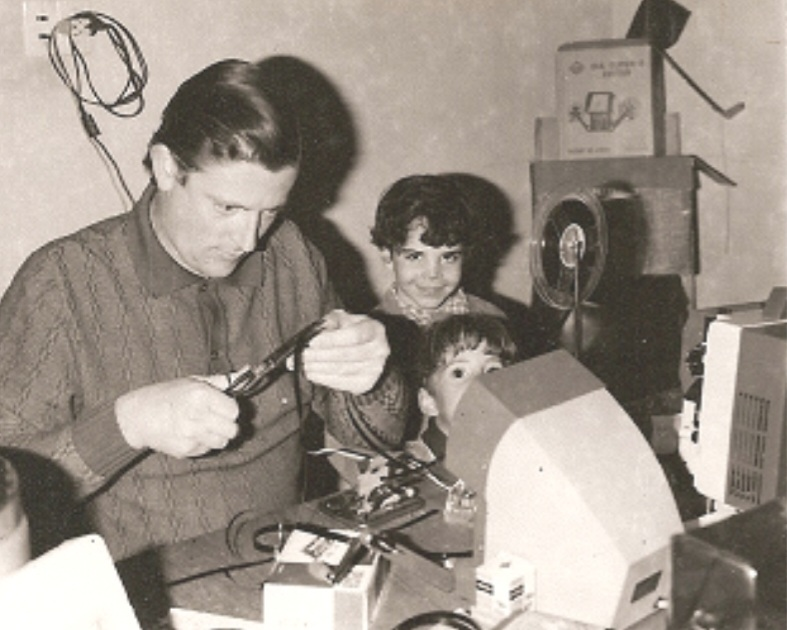
Jorge Mario empalmando la película Salto Grande: Realidad de dos pueblos, mayo de 1978

En 1971 realizaría sus primeros documentales caseros, pequeños filmes experimentales, hechos para saber que se podía hacer con la cámara. Conversando con un amigo, Arturo Pierotti, se decidieron a hacer una película de tipo western. De dicha conversación resultó Winchester Martin, una historia sobre un ex-bandolero el cual renuncia a la vida de maleante para sentar cabeza con su pareja, Rosita, cosa que le es arrebatada por su antigua banda, la cual mata a su amada; Martin emprende un viaje de venganza, cobrándose las vidas de sus antiguos compañeros, siempre con su rifle Winchester en mano. La película fue realizada en 2 fines de semana de abril de 1971, llegando a una duración total de 16 minutos. en 1975 se realizó un remake de unos 29 minutos. Ambas versiones se encuentran disponibles en Youtube. Ambas versiones muestran un despliegue de ingeniosidad, Mario recuerda, por ejemplo, que todas las escenas se actuaban unas 3 o 4 veces para asegurarse de que todo saliera bien antes de filmar, para evitar el desperdicio de cinta; o que, para crear los títulos, se pegaban letras a un vidrio, que se superponía a la escena filmada por unos segundos. Otro de sus filmes de esta época sería Kidnapping: formula para ganar, una historia sobre un agente de la policía federal que viaja a Concordia para resolver el caso de un secuestro, la cual se convirtió en el primer largometraje en super 8 hecho en Argentina, con 108 minutos de duración.
Todos sus filmes se hicieron bajo la productora amateur Producciones "M" Films. Logró filmar 23 películas entre 1971 y 1982; obtuvo 6 premios y 14 certificados por el cine en Super 8.

Hacia 1982, con el arrasador avance del VHS y de las cámaras de video, el super 8 fue perdiendo adeptos, eventualmente desapareciendo del mercado, Jorge Mario Rescata :
"En 1982 se murió el Super 8, yo decía que el video no iba a matar al Super 8, y al final, lo mató"
Mario abandonó el cine casero con el final del formato Super 8, dedicándose únicamente a actualizar a sus películas a los nuevos formatos con los años: VHS, DVD y digital.

## Periodismo cinematográfico
El 4 de mayo de 1974 inició su actividad como periodista de cine en el programa de TV por cable La Voz de Mi Ciudad dirigido por Miguel Ángel Porchetto, emitido por Teledos Concordia, comentando los estrenos de los cines de la ciudad. Luego tuvo espacio para su propio programa: Pantalla Brillante, transmitido por el mismo canal entre 1975 y 1978. En 1979, junto con Porchetto, pasa al espacio Radiocine Musical de LT15 Radio del Litoral y se mantiene en este hasta 1987, paralelamente trabajando en el programa Cine Debate.
Entre 1987 y 1990 se volcó a colaborar con Luis Conte en su programa XX por FM 2000. Luego, en diciembre de 1990, inicia su propio programa de radio Encuentro Cinematográfico por FM Citricultura, pasándose en 1991 a FM Lourdes, Encuentro Cinematográfico cumpliría 1000 programas en agosto de 2016, rompiendo el récord en Entre Ríos por el programa de radio con mayor permanencia al aire.
El programa fue muy galardonado, recibiendo, entre otras distinciones, 4 premios Galena de la ciudad de La Plata (2007, 2008, 2009 y 2011); el Premio al Mérito de la Fundación CONASED de Concordia (1997 y 1999); tres premios Cuna de la Bandera (2016) y 17 premios Estampas de Buenos Aires (2012 a 2016). A su vez, Jorge Mario fue distinguido como "Mejor Hombre de Radio Federal" en 2014. Su programa fue votado como el "Programa mas popular de Concordia" en la primera edición del premio Ríos de los Pájaros, con 5856 votos.
El 2 de diciembre de 2022 cerro el ciclo radial del programa después de más de 30 años al aire, un récord de duración en la provincia de Entre Ríos. Actualmente sigue dedicándose al periodismo cinematográfico a través de YouTube.

#### Amateur
Durante el 2008, mientras el cineasta y realizador de documentales Néstor Frenkel se encontraba produciendo Construcción de una ciudad (2008), un documental sobre la antigua ciudad de Federación, la cual fue inundada en los años 70 para construir la represa de Salto Grande, empezó a buscar imágenes de la desaparecida ciudad, poniéndose en contacto con varias personas que poseían el material que necesitaba, pero también encontró todo tipo de películas caseras mezcladas con las imágenes de Federación:
"Investigando para la película, busqué material de los '70, porque necesitaba imágenes de la ciudad desaparecida y me interesaba especialmente la mirada en primera persona. Averigüé quien había filmado la vieja ciudad; en aquella época solo había Super 8, y encontré a 5 o 6 personas que habían guardado sus películas. Por supuesto, la gente me daba bolsitas con lo que encontraba, no es que tuviera sus rollos rotulados, así que me puse a revisar el material: Y ahí estaban las vacaciones, los cumpleaños; y también el día que alucinaban con que les iban a tirar la casa abajo. Mirando todo eso empecé a ver que en esos rollos había un mundo, un mundo que creo que no estaba contado. Originalmente había pensado en contar algo de esto en Construcción de una Ciudad, pero hubiera sido meterlo a presión, así que sólo use las imágenes mas informativas y le di un toquecito con imágenes de un corto familiar sobre El Increíble Hulk " - Néstor Frenkel a Radar, mayo de 2011
Frenkel se puso en contacto con Jorge Mario luego de aprender de que este había realizado un documental sobre Federación en los años 70. Quedó impresionado con su obra y las cosas que contaba:
"En medio de la investigación me dijeron: en Concordia hay un tipo que hizo un documental sobre Federación, tenés que ubicarlo, es dentista. Y ahí fui; lo busqué en la guía y ya por teléfono Mario me cayó muy bien. Luego lo fuimos a ver a su casa con mi mujer (la productora de la película, Sofía Mora) y nos enamoró. El estaba como loco: treinta años después de que hubiera filmado sus películas amateur, que un ‘cineasta nacional’ –dicho así: en el interior todo se cataloga dentro de lo municipal, lo provincial y lo nacional– viniera a pedirle su película para incluirla en un largometraje que iba a terminar en la pantalla grande, era como que El Cine hubiera llamado a su puerta. Nos impresionaron su energía, su casa, las cosas que contaba; estaba claro que había mucho más para descubrir que su afición por el Súper 8. Estas dos vertientes, el Súper 8 y la historia de Mario, convergieron en la película, en la que voy de lo general a lo particular: del mundo del cine casero a un personaje increíble." - Néstor Frenkel a Radar, mayo de 2011
En Construcción de una ciudad se usaron imágenes de dos documentales de Jorge Mario: Federación: Futura Atlántida Argentina y Salto Grande: Realidad de dos Pueblos. Ambas realizadas entre 1977 y 1979, ganadoras de 5 premios nacionales.
Amateur tuvo como protagonista a Jorge Norberto Mario. Se realizó entre 2010 y 2011 y se estrenó en 2011, recibiendo críticas mayormente positivas.

##### Otras actividades
Aparte de lo relacionado al cine, Jorge Norberto Mario se destacó en su profesión como odontólogo, trabajando por más de 43 años en su consultorio de Concordia. Fue fundador del club social y deportivo Halcones; se destacó como campeón provincial de tiro en 1978, jugó 2 partidos en primera división de baloncesto.
Fue fundador del Club de Exploradores Comodoro Juan José Pierrestegui, en el cual trabajó desde 1982 hasta su cierre en julio de 2012, habiendo realizado 50 campamentos hasta entonces.
Jorge Mario es un ávido coleccionista, entre sus campos se encuentra: la filatelia, la numismática, las latas de cerveza, las etiquetas de vino, los afiches de cine, las tarjetas telefónicas, las cajas de cigarrillos, entre otras cosas.
Adaptó a una de sus películas, Kidnapping: formula para ganar, a la literatura, renombrándola a Zodiaco: operación secuestro, una novela policial de 145 páginas, también escribió una secuela, Zodiaco: operación revancha. En el año 2022 escribió y editó "Mochila de recuerdos" una vida como tantas: mi vida donde cuenta sus memorias. También editó Memorias de un viaje en referencia a su viaje a Europa con dos compañeros odontólogos recibidos en Rosario; y Poemas y cuentos cortos de Jorge Mario, recopilación de poemas y cuentos cortos escritos entre los años 2000 y 2016. 
Jorge Norberto Mario tiene tres hijos:
- Oscar Alfredo (n. 5 de diciembre de 1970)

- Diego Jorge (n. 23 de diciembre de 1972)

- Cecilia Leticia (n. 12 de junio de 1974)